# Bursieksbach
Der Bursieksbach ist ein linker Zufluss des Kilverbachs im Nordosten Nordrhein-Westfalens.
Der Bach entspringt nördlich von Ostkilver und fließt südlich Haus Kilver nach Westen dem Kilverbach zu. Das untere Drittel des Baches ist Teil des Naturschutzgebietes Kilverbachtal.